# Galaxea astreata
Espèce
Statut CITES
Galaxea astreata est une espèce de coraux appartenant à la famille des Euphylliidae, selon WoRMS ou la famille Oculinidae selon ITIS.